# Orano
Orano (in arabo وهران‎?, Wahran; in berbero: ⵡⴰⵀⵔⴻⵏ, Wehran; in francese: Oran) è una città dell'Algeria nordoccidentale, capoluogo della provincia omonima. Sede prefetturale al tempo della colonizzazione francese e importante porto sul Mar Mediterraneo, è la seconda città dell'Algeria per popolazione, con circa 610 000 abitanti.
Posta nel nord-ovest del paese, 432 km a ovest di Algeri, è un cruciale snodo ferroviario e un centro culturale di rilievo del paese algerino nonché dell'intero Maghreb. L'area metropolitana della città raggiunge una popolazione di 1,5 milioni di abitanti e si propaga a partire da una baia aperta a nord e dominata a ovest dal monte Aïdour (o Murdjajo), alto 429 metri.
Fondata nel 902 dagli andalusi, fu poi governata da una successione di dinastie arabo-berbere. Nel 1509 fu occupata dagli spagnoli e nel 1792 fu definitivamente riconquistata dal bey Mohamed el Kebir, divenendo sede del beylikato dell'ovest. Durante l'epoca della colonializzazione francese conobbe un rapido sviluppo economico e demografico, fino a collocarsi al secondo posto dopo Algeri tra le città più popolate del paese. Dopo l'indipendenza dell'Algeria è divenuta la capitale economica dell'Algeria occidentale, nonché il principale centro commerciale e industriale.

## Storia

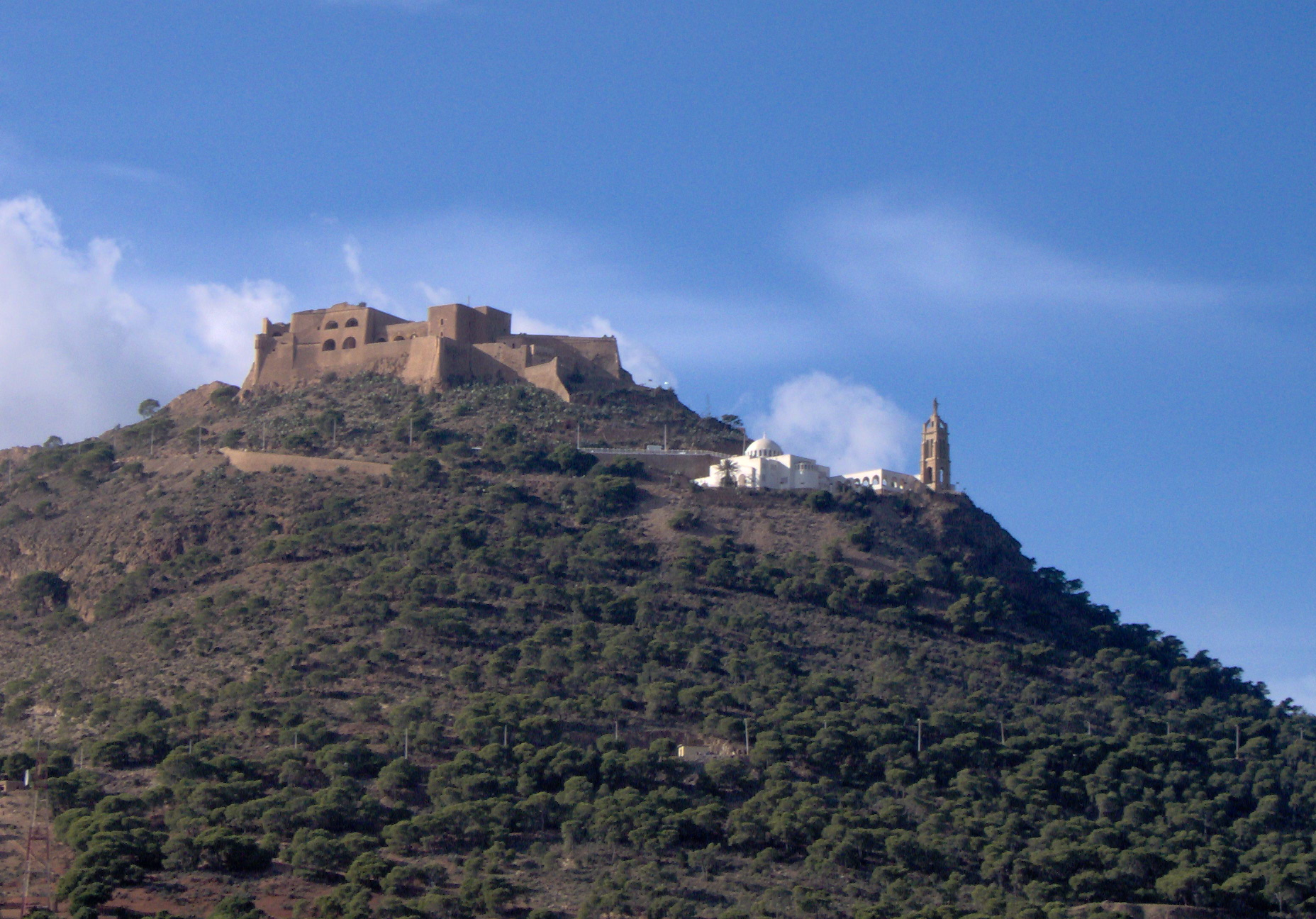
La rocca spagnola di Santa Cruz vista dalla città

Nonostante le tracce di insediamenti umani risalgano molto addietro nel tempo, come dimostrano le ricerche archeologiche, le origini di Orano come città araba risalgono al X secolo, come insediamento di mercanti Mori andalusi, quale centro dei relativi traffici tra il Medio Oriente e la Spagna islamica, ma anche tra il mar Mediterraneo e le città dell'entroterra come Tlemcen.
Nel 1509 fu presa dalle truppe spagnole del cardinale Francisco Jiménez Cisneros: sotto la corona di Spagna rimase fino al 1708, quando, seguendo le sorti del Maghreb centrale, passò sotto gli Ottomani. L'ammiraglio spagnolo Blas de Lezo e il generale Montemar riconquistarono la città nel 1732, ma nell'ottobre del 1790 un violento terremoto devastò la città. Nei mesi a seguire il governo spagnolo apparve sempre meno propenso a sostenere le spese per la ricostruzione della città, considerato inoltre che il sisma ne aveva provocato una notevole perdita d'importanza. Fu così che il 6 marzo 1792 re Carlo IV cedette Orano all'Impero ottomano. La nuova amministrazione ottomana non si preoccupò più di tanto di restituire l'antico lustro alla città, che di fatto cadde in rovina.
Nel 1831 i francesi presero Orano e ne fecero il capoluogo dell'omonimo dipartimento algerino.
Intenzione della Francia fu quella di porre Orano di nuovo al centro dei traffici commerciali mediterranei. L'amministrazione francese operò proficuamente, permettendo una grande espansione della città che si dotò di un aspetto moderno, di illuminazione pubblica e di strade asfaltate. La ripresa di Orano fece ivi confluire genti di ogni luogo: sul finire del XIX secolo la città era di fatto il centro nordafricano dalla più alta percentuale di popolazione europea (che comprendeva francesi, spagnoli e italiani).
Passata sotto il governo collaborazionista di Vichy, dopo l'invasione tedesca del nord della Francia, gli Alleati cercarono ripetutamente di liberarla fin dal 1940. Quell'anno la flotta britannica si avvicinò al porto e ordinò alla flotta di Vichy, ormeggiata nel porto di Orano, di consegnarsi ad essa. La mancata risposta condusse le cannoniere britanniche ad aprire il fuoco sulle navi francesi. Nel 1942, durante l'Operazione Torch, Orano fu definitivamente liberata e al termine della guerra la giurisdizione fu restituita al governo francese.
Durante la seconda guerra mondiale ospitò carceri per prigionieri di guerra italiani.
Il sentimento indipendentista degli algerini fece di Orano una dei principali centri nella guerra contro la Francia. Il 3 luglio 1962 l'Algeria divenne indipendente, e Orano seguì da allora fino a oggi le sorti dello Stato africano.

## Infrastrutture e trasporti
Posta 440 km a ovest di Algeri, è collegata con la capitale algerina per mezzo di una linea ferroviaria. Fondamentale porto sul Mar Mediterraneo, Orano è ottimamente allacciata via mare con l'Europa e con gli altri scali portuali del Nordafrica. L'aeroporto di Orano-Ahmed Benbella dista circa 9 km dalla città.
Inoltre si sta costruendo una metropolitana ad Orano

## Economia
Nelle vicinanze della città vi sono alcuni giacimenti di minerali ferrosi. Essendo un importante scalo portuale, Orano è centro di traffici commerciali. Vi hanno sede industrie siderurgiche, chimiche, vetrarie, tessili, alimentari e del tabacco.

## Cultura
Orano è sede universitaria. La città è inoltre stata sede del famoso festival di musica raï, attualmente trasferito per volontà del Ministero della Cultura ad Algeri. Il principale quotidiano della città è Le Quotidien d'Oran.
Il Centro nazionale per la ricerca in antropologia sociale e culturale ha sede a Orano.

## Letteratura
Lo scrittore francese Albert Camus ha ambientato il suo famoso romanzo La peste proprio ad Orano, città che egli ben conosceva in quanto vi era nata la seconda moglie Francine Faure e lui stesso vi soggiornò a lungo.

## Cultura di massa
Nella serie animata I Cavalieri dello zodiaco, la città di Orano è il luogo di addestramento del Cavaliere di Unicorno.

## Sport
Orano è stata sede dei XIX Giochi del Mediterraneo nel 2022.

## Amministrazione

### Gemellaggi
- Alicante
- Dakar
- Durban
- Danzica
- Sfax
- al-Zarqa